# Belize
Belize [belíze] (belizejska kreolščina: Bileez) je država na severovzhodni obali Srednje Amerike. Na severu meji na Mehiko, na vzhodu na Karibsko morje, na zahodu in jugu pa na Gvatemalo. Na jugovzhodu ima tudi vodno mejo s Hondurasom. Ima površino 22.970 kvadratnih kilometrov  in 441.471 prebivalcev (2022). Njeno kopno je dolgo približno 290 km in široko 110 km. Je najmanj poseljena in najmanj gosto poseljena država v Srednji Ameriki. Njena stopnja rasti prebivalstva 1,87 % na leto (ocena iz leta 2018) je druga najvišja v regiji in ena najvišjih na zahodni polobli. Njeno glavno mesto je Belmopan, največje mesto pa je istoimensko mesto Belize (mesto). Belize pogosto velja za karibsko državo v Srednji Ameriki, ker ima podobno zgodovino kot angleško govoreče karibske države. Institucije in uradni jezik Belizeja odražajo njegovo zgodovino kot britanske kolonije.
Civilizacija Majev se je na območje Belizeja razširila med letoma 1500 pr. n. št. in 300 n. št. in cvetela približno do leta 1200. Evropski stik se je začel leta 1492, ko je Krištof Kolumb plul vzdolž Honduraškega zaliva. Evropsko raziskovanje so začeli angleški naseljenci leta 1638. Španija in Britanija sta zahtevali zemljo, dokler Britanija ni premagala Špancev v bitki pri St. George's Caye (1798). Leta 1840 je postal britanska kolonija, znana kot Britanski Honduras, in kronska kolonija leta 1862. Belize je svojo neodvisnost od Združenega kraljestva dosegel 21. septembra 1981. Je edina celinska država Srednje Amerike, ki je del Commonwealtha, s kraljem Karlom III. kot monarhom in vodjo države, ki ga zastopa generalni guverner.
Belize ima raznoliko družbo, sestavljeno iz številnih kultur in jezikov. Je edina srednjeameriška država, kjer je angleščina uradni jezik, medtem ko je belizejska kreolščina najbolj razširjeno narečje. Španščina je drugi najpogosteje govorjeni jezik, sledijo ji majevski jeziki, nemška narečja in garifuna. Več kot polovica prebivalcev je večjezičnih zaradi različnih jezikovnih ozadij prebivalstva. Znano je po septembrskih praznovanjih, obsežnih koralnih grebenih in glasbi punta.
Zaradi obilice kopenskih in morskih vrst ter raznolikosti ekosistemov ima Belize ključno mesto v globalno pomembnem mezoameriškem biološkem koridorju. Velja za srednjeameriško in karibsko državo z močnimi vezmi tako v ameriški kot karibski regiji. Je članica Karibske skupnosti (CARICOM), Skupnosti latinskoameriških in karibskih držav (CELAC) in Srednjeameriškega integracijskega sistema (SICA), edina država, ki ima polnopravno članstvo v vseh treh regionalnih organizacijah.

## Ime
Najzgodnejši znani zapis imena Belize se pojavi v dnevniku dominikanskega duhovnika Fraya Joséja Delgada iz leta 1677. Delgado je zapisal imena treh velikih rek, ki jih je prečkal med potovanjem proti severu vzdolž karibske obale: Rio Soyte, Rio Kibum in Rio Balis. Imena teh vodnih poti, ki ustrezajo reki Sittee, reki Sibun in reki Belize, je Delgadu posredoval njegov prevajalec. Predlagano je bilo, da je bil Delgadov Balis pravzaprav majevska beseda belix (ali beliz), kar pomeni 'kalna voda', čeprav takšna majevska beseda dejansko ne obstaja.ref name="Twigg"/> although no such Mayan word actually exists. Nedavno je bilo predlagano da ime izhaja iz majevske fraze bel Itza, kar pomeni 'pot do Itze'.
V 1820-ih si je kreolska elita Belizeja izmislila legendo, da toponim Belize izhaja iz španske izgovorjave imena škotskega lovca Petra Wallacea, ki je leta 1638 ustanovil naselje ob izlivu reke Belize. Nobenega dokaza ni, da so se na tem območju naselili bukanirji (lovci) in sam obstoj Wallacea velja za mit. Pisatelji in zgodovinarji so predlagali več drugih možnih etimologij, vključno s domnevnim francoskim in afriškim izvorom.

## Zgodovina

### Zgodnja zgodovina
Majevska civilizacija se je pojavila pred vsaj tremi tisočletji v nižinskem območju polotoka Jukatan in visokogorju na jugu, na območju današnje jugovzhodne Mehike, Belizeja, Gvatemale in zahodnega Hondurasa. Mnogi vidiki te kulture ostajajo na tem območju kljub skoraj 500-letni evropski prevladi. Pred približno letom 2500 pr. n. št. so se nekatere skupine za lov in iskanje hrane naselile v majhnih kmečkih vaseh; udomačili so poljščine, kot so koruza, fižol, buče in čili paprike.
V osrednji kulturi Majev se je razvila množica jezikov in subkultur. Med približno 2500 pr. n. št. in 250 n. št. so se pojavile osnovne institucije majevske civilizacije.

### Civilizacija Majev
Majevska civilizacija se je po ozemlju današnjega Belizeja razširila okoli leta 1500 pr. n. št., cvetela pa je približno do leta 900 našega štetja. Zapisana zgodovina srednjih in južnih regij se osredotoča na Caracol, urbano politično središče, ki je morda podpiralo več kot 140.000 ljudi. Severno od gorovja Maja je bil najpomembnejši politični center Lamanai. V pozni klasični dobi majevske civilizacije (600–1000 n. št.) je po ocenah okoli 400.000 do 1.000.000 ljudi naseljevalo območje današnjega Belizeja.
Ko so v 16. stoletju prišli španski raziskovalci, je območje današnjega Belizeja vključevalo vsaj tri ločena ozemlja Majev:
- Provinca Chetumal, ki je obsegala območje okoli zaliva Corozal
- Provinca Dzuluinicob, ki je obsegala območje med spodnjim tokom Nove reke in reko Sibun, zahodno do Tipuja[23]
- Južno ozemlje, ki so ga nadzirali Maji Manche Ch'ol in obsega območje med reko Monkey in reko Sarstoon.

### Zgodnje kolonialno obdobje (1506–1862)
Španski konkvistadorji so raziskali ozemlje in ga razglasili za del Španskega imperija, vendar ozemlja niso uspeli poseliti zaradi pomanjkanja virov in sovražnih plemen Yucatán.
Angleški pirati so občasno obiskali obalo današnjega Belizeja in iskali zaščiteno regijo, s katere bi lahko napadali španske ladje in sekali les (Haematoxylum campechianum - višnjeva pražilka). Prva britanska stalna naselbina je bila ustanovljena okoli leta 1716 v okrožju Belize in je v 18. stoletju vzpostavila sistem, v katerem so uporabljali zasužnjene Afričane za sekanje lesa. To je prineslo dragoceno fiksirno sredstvo za barve za oblačila in je bil eden prvih načinov za doseganje hitre črnine pred pojavom umetnih barvil. Španci so britanskim naseljencem podelili pravico do zasedbe območja in sekanja lesa v zameno za njihovo pomoč pri zatiranju piratstva.
Britanci so leta 1786 prvič imenovali nadzornika nad območjem Belizeja. Pred tem britanska vlada naselja ni priznala kot kolonijo zaradi strahu, da bi izzvala španski napad. Zamuda pri vladnem nadzoru je naseljencem omogočila vzpostavitev lastnih zakonov in oblik vlade. V tem obdobju je nekaj uspešnih naseljencev pridobilo nadzor nad lokalnim zakonodajnim organom, znanim kot Javno srečanje, pa tudi nad večino zemlje in lesa v naselju.
V 18. stoletju so Španci napadli Belize vsakič, ko je izbruhnila vojna z Britanijo. Bitka pri St. George's Caye je bila zadnja takih vojaških spopadov leta 1798 med špansko floto in majhno enoto Baymenov in njihovih sužnjev. Od 3. do 5. septembra so se Španci poskušali prebiti skozi plitvino Montego Caye, a so jih blokirali branilci. Zadnji poskus Španije se je zgodil 10. septembra, ko so Baymeni odbili špansko floto v kratkem spopadu brez znanih žrtev na obeh straneh. Obletnica bitke je bila v Belizeju razglašena za državni praznik in se praznuje v spomin na »prve Belizejce« in obrambo njihovega ozemlja, odvzetega Španskemu imperiju.

### Kot del britanskega imperija (1862–1981)
V zgodnjem 19. stoletju so si Britanci prizadevali reformirati naseljence in grozili, da bodo preklicali Javno srečanje, razen če bodo upoštevali vladna navodila za popolno odpravo suženjstva. Po generaciji prepirov je bilo suženjstvo v Britanskem imperiju leta 1833 odpravljeno. Zaradi sposobnosti njihovih zasužnjenih Afričanov pri pridobivanju mahagonija so lastniki v Britanskem Hondurasu v povprečju prejeli odškodnino v višini 53,69 GBP na zasužnjenega Afričana, kar je najvišji znesek, plačan na katerem koli britanskem ozemlju. To je bila oblika odškodnine, ki ni bila dana zasužnjenim Afričanom v tistem času, niti pozneje.
Konec suženjstva je malo spremenil delovne pogoje nekdanjih zasužnjenih Afričanov, če so ostali pri svoji trgovini. Vrsta institucij je omejevala možnost emancipiranih afriških posameznikov, da kupijo zemljo, v sistemu dolžniškega peonaža. Nekdanji 'ekstra posebni' sekači mahagonija ali Haematoxylum campechianum  so podprli zgodnje pripisovanje zmogljivosti (in posledično omejitev) ljudi afriškega porekla v koloniji. Ker je majhna elita nadzorovala zemljo in trgovino v naselju, prej zasužnjeni Afričani niso imeli druge izbire, kot da nadaljujejo s sečnjo lesa.
Leta 1836, po osvoboditvi Srednje Amerike izpod španske vladavine, so Britanci zahtevali pravico do upravljanja regije. Leta 1862 ga je Združeno kraljestvo uradno razglasilo za britansko kronsko kolonijo, podrejeno Jamajki, in ga imenovalo Britanski Honduras. Od leta 1854 so najbogatejši prebivalci s cenzusom izvolili skupščino veljakov, ki jo je nadomestil zakonodajni svet, ki ga je imenovala britanska monarhija.
Belize je kot kolonija začel privabljati britanske vlagatelje. Med britanskimi podjetji, ki so prevladovala v koloniji v poznem 19. stoletju, je bilo Belize Estate and Produce Company, ki je sčasoma pridobilo polovico vseh zasebnih zemljišč in sčasoma odpravilo peonažo. Vpliv Belize Estatea delno pojasnjuje odvisnost kolonije od trgovine z mahagonijem v preostalem delu 19. stoletja in v prvi polovici 20. stoletja.
Velika depresija v 1930-ih je povzročila skorajšnji zlom gospodarstva kolonije, saj je britansko povpraševanje po lesu strmo upadlo. Učinke vsesplošne brezposelnosti je še poslabšal uničujoč orkan, ki je prizadel kolonijo leta 1931. Dojemanje vladnih prizadevanj za pomoč kot neustreznih se je poslabšalo zaradi zavračanja legalizacije delavskih sindikatov ali uvedbe minimalne plače. Gospodarske razmere so se med drugo svetovno vojno izboljšale, saj je veliko belizejskih moških vstopilo v oborožene sile ali kako drugače prispevalo k vojnim prizadevanjem.
Po vojni je gospodarstvo kolonije stagniralo. Odločitev Britanije, da leta 1949 devalvira britanski honduraški dolar, je poslabšala gospodarske razmere in vodila do ustanovitve Ljudskega odbora, ki je zahteval neodvisnost. Naslednica ljudskega odbora, Združena ljudska stranka (PUP), si je prizadevala za ustavne reforme, ki so volilne pravice razširile na vse odrasle. Prve volitve v okviru splošne volilne pravice so potekale leta 1954 in na njih je odločilno zmagala PUP, s čimer se je začelo obdobje treh desetletij, v katerem je PUP prevladovala v politiki države. Aktivist za neodvisnost George Cadle Price je postal vodja PUP leta 1956 in dejanski vodja vlade leta 1961, to mesto pa je pod različnimi nazivi opravljal do leta 1984.
Napredek k neodvisnosti je ovirala gvatemalska zahteva po suverenosti nad ozemljem Belizeja. Leta 1964 je Velika Britanija z novo ustavo podelila Britanskemu Hondurasu samoupravo. 1. junija 1973 se je Britanski Honduras uradno preimenoval v Belize.

### Neodvisni Belize (od 1981)
Belizeju je bila podeljena neodvisnost 21. septembra 1981. Gvatemala ni hotela priznati nove države zaradi dolgotrajnega ozemeljskega spora in trdila, da Belize pripada Gvatemali. Po osamosvojitvi je približno 1500 britanskih vojakov ostalo v Belizeju, da bi odvrnili morebitne gvatemalske vdore.
Z Georgeom Cadleom Priceom na čelu je PUP zmagala na vseh državnih volitvah do leta 1984. Na teh volitvah, prvih državnih volitvah po osamosvojitvi, je PUP premagala Združena demokratska stranka (UDP). Vodja UDP Manuel Esquivel je zamenjal Pricea na mestu predsednika vlade, sam Price pa je nepričakovano izgubil svoj sedež v predstavniškem domu proti nasprotniku UDP. PUP pod Priceom se je vrnil na oblast po volitvah leta 1989. Naslednje leto je Združeno kraljestvo objavilo, da bo končalo svojo vojaško udeležbo v Belizeju, in RAF Harrier odred je bil umaknjen istega leta, saj je ostal v državi neprekinjeno od napotitve leta 1980. Britanski vojaki so bili umaknjeni leta 1994, vendar je Združeno kraljestvo za seboj pustilo enoto za vojaško usposabljanje, ki je pomagala novoustanovljenim obrambnim silam Belizeja.
UDP je ponovno prevzel oblast na državnih volitvah leta 1993 in Esquivel je drugič postal premier. Kmalu zatem je Esquivel napovedal prekinitev pakta, sklenjenega z Gvatemalo med Priceovim mandatom, in trdil, da je Price naredil preveč koncesij, da bi pridobil gvatemalsko priznanje. Pakt je morda omejil 130 let star mejni spor med državama. Napetosti na meji so se nadaljevale v začetku leta 2000, čeprav sta državi sodelovali na drugih področjih.
Leta 1996 je bil Belizejski koralni greben, eden najbolj neokrnjenih ekosistemov zahodne poloble, uvrščen na Unescov seznam svetovne dediščine.
PUP je na državnih volitvah leta 1998 prepričljivo zmagala in vodja PUP Said Musa je prisegel kot premier. Na volitvah leta 2003 je PUP ohranila svojo večino, Musa pa je ostal predsednik vlade. Obljubil je izboljšanje razmer v nerazvitem in večinoma nedostopnem južnem delu Belizeja.
Leta 2005 je bil Belize prizorišče nemirov, ki jih je povzročilo nezadovoljstvo z vlado PUP, vključno z zvišanjem davkov v državnem proračunu. 8. februarja 2008 je Dean Barrow prisegel kot premier, potem ko je njegova stranka UDP prepričljivo zmagala na splošnih volitvah. Barrow in UDP sta bila ponovno izvoljena leta 2012 s precej manjšo večino. Barrow je popeljal UDP do tretje zaporedne zmage na splošnih volitvah novembra 2015, s čimer se je število sedežev stranke povečalo s 17 na 19. Dejal je, da bodo volitve njegove zadnje kot vodja stranke in da potekajo priprave, da stranka izvoli njegovega naslednika.
11. novembra 2020 je Združena ljudska stranka (PUP), ki jo vodi Johnny Briceño, prvič po letu 2003 premagala Združeno demokratsko stranko (UDP), saj je dobila 26 od 31 sedežev za sestavo nove vlade Belizeja. Briceño je funkcijo predsednika vlade prevzel 12. novembra.

## Upravna delitev
Belize je razdeljen na šest okrožij:
| Okrožje     | Središče okrožja    | Površina | Št. prebivalcev (2019) | Št. prebivalcev (2010) | Gostota (2019) |
| ----------- | ------------------- | -------- | ---------------------- | ---------------------- | -------------- |
| Belize      | Belize (mesto)      | 4310 km² | 124.096                | 95.292                 | 28,8/km²       |
| Cayo        | San Ignacio         | 5200 km² | 99.118                 | 75.046                 | 19,1/km²       |
| Corozal     | Corozal (mesto)     | 1860 km² | 49.446                 | 41.061                 | 26,6/km²       |
| Orange Walk | Orange Walk (mesto) | 4600 km² | 52.550                 | 45.946                 | 11,3/km²       |
| Stann Creek | Dangriga            | 2550 km² | 44.720                 | 34.324                 | 17,5/km²       |
| Toledo      | Punta Gorda         | 4410 km² | 38.557                 | 30.785                 | 8,7/km²        |

Ti okraji so nadalje razdeljeni na 31 volilnih enot. Lokalno upravo v Belizeju sestavljajo štiri vrste lokalnih oblasti: mestni sveti, mestni sveti, vaški sveti in sveti skupnosti. Dva mestna sveta (Belize City in Belmopan) in sedem mestnih svetov pokrivajo mestno prebivalstvo države, medtem ko vaški sveti in sveti skupnosti pokrivajo podeželsko prebivalstvo.[48]

## Geografija
Belize je na karibski obali severne Srednje Amerike. Na severu meji z mehiško državo Quintana Roo, na zahodu z gvatemalskim departmajem Petén in na jugu z gvatemalskim departmajem Izabal. Na vzhodu v Karibskem morju drugi najdaljši pregradni greben na svetu obdaja večji del 386 kilometrov pretežno močvirnate obale. Skupna površina države je 22.960 kvadratnih kilometrov, kar je nekoliko več od Salvadorja. Številne lagune ob obali in v severni notranjosti zmanjšujejo dejansko površino kopnega na 21.400 kvadratnih kilometrov. Je edina srednjeameriška država brez pacifiške obale.
Belize je oblikovan približno kot romb, ki se razteza približno 280 kilometrov sever-jug in približno 100 kilometrov vzhod-zahod, s skupno dolžino kopenske meje 516 kilometrov. Valoviti tokovi dveh rek, Hondo in reke Sarstoon, določajo velik del tokov severnih in južnih meja države. Zahodna meja ne sledi naravnim značilnostim in poteka v smeri sever–jug skozi nižinski gozd in visokogorsko planoto.
Sever Belizeja sestavljajo večinoma ravne, močvirnate obalne ravnice, ponekod močno gozdnate. Rastlinstvo je glede na majhno geografsko območje zelo pestro. Na jugu je nizko gorovje Maja. Najvišja točka v Belizeju je Doyle's Delight na 1124 m.
Zaradi razgibanega geografskega položaja Belizeja sta tudi obala in džungla države privlačna za tihotapce mamil, ki državo uporabljajo kot prehod v Mehiko. Leta 2011 so ZDA Belize dodale na seznam držav, ki veljajo za glavne proizvajalke drog ali tranzitne države za mamila.

### Ohranjanje okolja in biotske raznovrstnosti
Belize ima bogato raznolikost divjih živali zaradi svojega položaja med Severno in Južno Ameriko ter širokega spektra podnebij in habitatov za rastlinski in živalski svet. Majhna populacija Belizeja in približno 22.970 kvadratnih kilometrov nerazdeljene zemlje je idealen dom za več kot 5000 vrst rastlin in stotine vrst živali, vključno s pasavci, kačami in opicami.
Zavetišče za divje živali Cockscomb je naravni rezervat v južnem osrednjem Belizeju, ustanovljen za zaščito gozdov, favne in povodij približno 400 km² velikega območja vzhodnih pobočij gorovja Maja. Rezervat je bil ustanovljen leta 1990 kot prvo zatočišče za jaguarje v divjini in ga en avtor obravnava kot prvo mesto za ohranitev jaguarjev na svetu.

### Rastlinstvo
Medtem ko je več kot 60 % ozemlja Belizeja pokrito z bujnimi gozdovi, približno 20 % ozemlja države pokrivajo obdelovalna zemljišča (kmetijstvo) in človeška naselja. Belize je imel leta 2018 indeks integritete gozdne krajine povprečno oceno 6,15/10, kar ga je uvrstilo na 85. mesto med 172 državami. Savane, grmišča in mokrišča predstavljajo preostanek zemeljskega pokrova Belizeja. Pomembni ekosistemi mangrov so tudi zastopani v pokrajini Belizeja. Štiri kopenske ekoregije ležijo znotraj meja države – vlažni gozdovi Petén–Veracruz, gozdovi belizejskega bora, mangrove Belizejske obale in mangrove Belizejskega grebena. Kot del svetovno pomembnega mezoameriškega biološkega koridorja, ki se razteza od južne Mehike do Paname, je biotska raznovrstnost Belizeja – tako morska kot kopenska – bogata z bogato floro in favno.
Belize je tudi vodilni pri zaščiti biotske raznovrstnosti in naravnih virov. Glede na svetovno zbirko podatkov o zavarovanih območjih je 37 % kopenskega ozemlja Belizeja pod neko obliko uradne zaščite, kar daje Belizeju enega najobsežnejših sistemov kopenskih zavarovanih območij v Ameriki. Nasprotno pa ima Kostarika samo 27 % svojega kopenskega ozemlja zaščitenega.
Zavarovanih je tudi okoli 13,6 % teritorialnih voda Belizeja, ki vsebujejo Belizejski koralni greben. Belizejski koralni greben je na Unescovem seznamu svetovne dediščine in je drugi največji koralni greben na svetu, takoj za avstralskim Velikim koralnim grebenom.
Študija daljinskega zaznavanja, ki sta jo izvedla Vodni center za vlažne trope Latinske Amerike in Karibov (CATHALAC) in NASA v sodelovanju z ministrstvom za gozdove in zemljiškim informacijskim centrom (LIC) ministrstva za naravne vire vlade Belizeja in Okolje (MNRE) in objavljeno avgusta 2010 je razkrilo, da je gozdna pokritost Belizeja v začetku leta 2010 znašala približno 62,7 %, kar je manj od 75,9 % konec leta 1980.[73] Podobna študija Belize Tropical Forest Studies in Conservation International je razkrila podobne trende glede gozdnatosti Belizeja.[82] Obe študiji kažeta, da se vsako leto izgubi 0,6 % gozdnega pokrova v Belizeju, kar pomeni, da se vsako leto v povprečju izkrči 10.050 hektarjev. Študija CATHALAC, NASA in MNRE, ki jo podpira USAID, SERVIR, je tudi pokazala, da so bila zavarovana območja Belizeja izjemno učinkovita pri zaščiti gozdov v državi. Medtem ko je bilo med letoma 1980 in 2010 izkrčenih le približno 6,4 % gozdov znotraj zakonsko razglašenih zavarovanih območij, je bila med letoma 1980 in 2010 izgubljena več kot četrtina gozdov zunaj zavarovanih območij.
Kot država z razmeroma visoko gozdnatostjo in nizko stopnjo krčenja gozdov ima Belize velik potencial za sodelovanje v pobudah, kot je REDD. Pomembno je, da je študijo SERVIR o krčenju gozdov v Belizeju priznala tudi Skupina za opazovanje Zemlje (GEO), katere članica je Belize.

### Naravni viri in energija
Znano je, da ima Belize številne gospodarsko pomembne minerale, vendar nobenega v dovolj velikih količinah, da bi upravičili rudarjenje. Ti minerali so dolomit, barit (vir barija), boksit (vir aluminija), kasiterit (vir kositra) in zlato. Leta 1990 je bil apnenec, uporabljen pri gradnji cest, edini mineralni vir, ki se je izkoriščal za domačo ali izvozno uporabo.
Leta 2006 je pridelava na novo odkrite surove nafte v mestu Spanish Lookout predstavila nove možnosti in težave za to državo v razvoju.
Dostop do biokapacitete v Belizeju je veliko višji od svetovnega povprečja. Leta 2016 je imel Belize 3,8 svetovnega hektarja biokapaciteta na osebo na svojem ozemlju, kar je veliko več od svetovnega povprečja, ki znaša 1,6 svetovnega hektara na osebo. Leta 2016 je Belize porabil 5,4 svetovnega hektarja biokapaciteta na osebo – njihov ekološki odtis potrošnje. To pomeni, da porabijo več biokapacitete, kot jo vsebuje Belize. Posledično ima Belize primanjkljaj biokapaciteta.

### Belizejski koralni greben
Belizejski koralni greben je vrsta koralnih grebenov, ki segajo na obalo Belizeja, približno 300 metrov od obale na severu in 40 kilometrov na jugu znotraj meja države. Belizejski koralni greben je 300 kilometrov dolg odsek 900 kilometrov dolgega mezoameriškega sistema koralnih grebenov, ki se nadaljuje od Cancúna na severovzhodni konici polotoka Jukatan skozi Riviero Maja navzgor v Honduras, zaradi česar je eden največjih sistemov koralnih grebenov na svetu.
Je najboljša turistična destinacija v Belizeju, priljubljena za potapljanje in snorklanje in pritegne skoraj polovico od svojih 260.000 obiskovalcev. Prav tako je ključnega pomena za njeno ribiško industrijo. Leta 1842 ga je Charles Darwin opisal kot »najbolj izjemen greben v Zahodni Indiji«.
Belizejski koralni greben je UNESCO leta 1996 razglasil za svetovno dediščino zaradi njegove ranljivosti in dejstva, da vsebuje pomembne naravne habitate za ohranjanje biotske raznovrstnosti in situ.

#### Vrste
Belizejski koralni greben je dom velike raznolikosti rastlin in živali ter je eden najbolj raznolikih ekosistemov na svetu:
- 70 vrst trdih koral
- 36 vrst mehkih koral
- 500 vrst rib
- na stotine vrst nevretenčarjev

Približno 90 % grebena še ni raziskanega, nekateri ocenjujejo, da je bilo odkritih le 10 % vseh vrst.

#### Ohranjanje
Belize je decembra 2010 postal prva država na svetu, ki je popolnoma prepovedala ribolov s pridneno vlečno mrežo. Decembra 2015 je Belize prepovedal vrtanje nafte na morju znotraj 1 km od koralnega grebena in vseh njegovih sedmih območij svetovne dediščine.
Kljub tem zaščitnim ukrepom je greben še vedno ogrožen zaradi oceanskega onesnaženja ter nenadzorovanega turizma, ladijskega prometa in ribolova. Druge grožnje so orkani, skupaj z globalnim segrevanjem in posledično zvišanjem temperatur oceanov, kar povzroča beljenje koral. Znanstveniki trdijo, da je bilo od leta 1998 poškodovanih več kot 40 % koralnega grebena v Belizeju.

### Podnebje
Belize ima tropsko podnebje z izrazitimi mokrimi in suhimi sezonami, čeprav obstajajo precejšnje razlike v vremenskih vzorcih po regijah. Temperature se razlikujejo glede na nadmorsko višino, bližino obale in blažilne učinke severovzhodnih pasatov ob Karibih. Povprečne temperature v obalnih regijah se gibljejo od 24 °C v januarju do 27 °C v juliju. Temperature so nekoliko višje v notranjosti, razen na južnih visokogorskih planotah, kot je Mountain Pine Ridge, kjer je opazno hladneje vse leto. Letne čase na splošno bolj kot v temperaturi zaznamujejo razlike v vlažnosti in padavinah.
Povprečna količina padavin se precej razlikuje, od 1350 milimetrov na severu in zahodu do več kot 4500 milimetrov na skrajnem jugu. Sezonske razlike v količini padavin so največje v severnih in osrednjih regijah države, kjer med januarjem in aprilom ali majem pade manj kot 100 milimetrov padavin na mesec. Sušno obdobje je na jugu krajše in običajno traja le od februarja do aprila. Krajše, manj deževno obdobje, lokalno znano kot 'mala suša', običajno nastopi konec julija ali avgusta, po začetku deževnega obdobja.
Orkani so igrali ključno – in uničujočo – vlogo v zgodovini Belizeja. Leta 1931 je neimenovani orkan uničil več kot dve tretjini stavb v mestu Belize in ubil več kot 1000 ljudi. Leta 1955 je orkan Janet z zemljo zravnal severno mesto Corozal. Samo šest let kasneje je orkan Hattie prizadel osrednje obalno območje države s hitrostjo vetrov nad 300 km/h in 4 m nevihtnim plimovanjem. Opustošenje mesta Belize  že drugič v tridesetih letih je spodbudilo premestitev prestolnice približno 80 kilometrov v notranjost države v načrtovano mesto Belmopan.
Leta 1978 je orkan Greta vzdolž južne obale povzročil več kot 25 milijonov ameriških dolarjev škode. Leta 2000 je orkan Keith, najmočnejši tropski ciklon v državi, zastal in 1. oktobra državo prizadel kot nevihta 4. stopnje ter povzročil 19 smrtnih žrtev in najmanj 280 milijonov dolarjev škode. Kmalu zatem, 9. oktobra 2001, je orkan Iris dosegel Monkey River Town kot nevihta 4. kategorije s hitrostjo 235 km/h. Neurje je porušilo večino domov v vasi in uničilo pridelek banan. Leta 2007 je orkan Dean dosegel kopno kot nevihta kategorije 5 le 40 km severno od meje med Belizejem in Mehiko. Dean je v severnem Belizeju povzročil veliko škodo.
Leta 2010 je Belize neposredno prizadel orkan kategorije 2 Richard, ki je dosegel kopno približno 32 kilometrov južno-jugovzhodno od mesta Belize okoli 00:45 UTC 25. oktobra 2010. Nevihta se je pomikala v notranjost proti Belmopanu in povzročila ocenjeno škodo v višini 33,8 milijona BZ$ (17,4 milijona USD leta 2010), predvsem zaradi škode na posevkih in stanovanjih. Zadnji orkan, ki je dosegel Belize, je bil orkan Lisa leta 2022.

## Gospodarstvo
Belize ima majhno, večinoma zasebno podjetniško gospodarstvo, ki temelji predvsem na kmetijstvu, agroindustriji in trgovanju, pri čemer sta turizem in gradbeništvo v zadnjem času postala pomembnejša. Država je tudi proizvajalka industrijskih mineralov, surove nafte in bencina. Od leta 2017 je proizvodnja nafte znašala 320 m3/d). V kmetijstvu ostaja sladkor, tako kot v kolonialnih časih, glavni pridelek, ki predstavlja skoraj polovico izvoza, medtem ko je industrija banan največji zaposlovalec. Leta 2007 je Belize postal tretji največji izvoznik papaje na svetu.
Vlada Belizeja se sooča s pomembnimi izzivi za gospodarsko stabilnost. Obljubljeni so bili hitri ukrepi za izboljšanje pobiranja davkov, vendar bi pomanjkanje napredka pri obvladovanju porabe lahko povzročilo pritisk na menjalni tečaj. Turistični in gradbeni sektor sta se v začetku leta 1999 okrepila, kar je pripeljalo do predhodne ocene o oživljeni štiriodstotni rasti. Infrastruktura ostaja velik izziv gospodarskega razvoja; Belize ima najdražjo elektriko v regiji. Trgovina je pomembna in glavni trgovinski partnerji so ZDA, Mehika, Združeno kraljestvo, Evropska unija in CARICOM.
Belize ima štiri skupine poslovnih bank, med katerimi je največja in najstarejša Belize Bank. Druge tri banke so Heritage Bank, Atlantic Bank in Scotiabank (Belize). Močan kompleks kreditnih zadrug se je začel v štiridesetih letih 20. stoletja pod vodstvom Marion M. Ganey, S.J.
Belize je zaradi svoje lege na obali Srednje Amerike priljubljena destinacija za popotnike in številne severnoameriške preprodajalce mamil. Valuta Belizeja je vezana na ameriški dolar in banke v Belizeju nerezidentom ponujajo možnost odprtja računov, zato banke v Belizeju privabljajo trgovce z mamili in pralce denarja. Zaradi tega je Ministrstvo za zunanje zadeve Združenih držav Belize imenovalo za eno izmed »glavnih držav pranja denarja« na svetu.

## Demografija
Prebivalstvo Belizeja je leta 2022 ocenjeno na 441.471. Celotna stopnja rodnosti v Belizeju je leta 2009 znašala 3,6 otroka na žensko. Stopnja rodnosti je bila 22,9 rojstev/1000 prebivalcev (ocena 2018), stopnja umrljivosti pa 4,2 smrti/1000 prebivalcev (ocena 2018). Znaten etnično-demografski premik se je zgodil od leta 1980, ko se je razmerje med Kreoli/Mestici premaknilo s 58/38 na trenutno 26/53, zaradi številnih Kreolov, ki so se preselili v ZDA, in naraščajoče stopnje rodnosti in migracije Mesticev iz Salvadorja.

## Državni simboli
Nacionalna roža Belizeja je črna orhideja ali orhideja školjka (Prosthechea cochleata, znana tudi kot Encyclia cochleata). 
Nacionalno drevo je mahagonij (Swietenia macrophylla), ki je navdihnilo nacionalni moto Sub Umbra Floreo, kar pomeni 'V senci cvetim'. 
Nacionalna žival, ki živi na tleh, je Bairdov ali srednjeameriški tapir (Tapirus bairdii), nacionalna ptica pa tukan s kobilico ali rumenoprsi tukan (Ramphastos sulphuratus).